# Anton Blažej
Anton Blažej (10 de marzo de 1927 Nemšová – 3 de abril de 2013, Bratislava) fue un químico eslovaco y checoslovaco, profesor universitario, miembro del Partido Comunista de Eslovaquia (KSS) y de la Cámara de las Naciones de la Asamblea Federal de Checoslovaquia durante la normalización.

## Biografía
Nacido en 1927, se graduó de la escuela primaria en su ciudad natal, Nemšová, y luego fue aceptado en la Escuela de Trabajo de Bata en las curtidurías de Bošany. Se formó aquí y fue enviado a una escuela de maestros en Otrokovice, donde aprobó sus exámenes de secundaria. En los años 1950-1953 estudió en la Facultad de Química de la Universidad Tecnológica Eslovaca de Bratislava. Trabajó en esta escuela hasta 1993. En 1970 recibió el título de profesor. Se especializó en investigación sobre sustancias macromoleculares. Fue el primero en el mundo en aislar el ácido hialurónico en cantidades prácticamente utilizables. Ocupó el cargo de decano y entre 1969 y 1989 fue rector de la Universidad Técnica Eslovaca. Dirigió el Departamento de Textiles, Pulpa y Papel y entre 1979 y 1980 dirigió el Instituto de Biotecnología. Desde los años 90 trabajó en la recién fundada Universidad Alexander Dubček en Trenčín, incluso como decano. Es autor de 29 libros y monografías profesionales y autor o coautor de 90 patentes. Fue miembro de la Academia de Ciencias de Checoslovaquia y de la Academia Eslovaca de Ciencias, miembro del presidium de la Academia Eslovaca de Ciencias y director del Centro de Ciencias Químicas de dicha academia. Dio conferencias en más de 80 países alrededor del mundo y en todos los continentes.
También se involucró en la política. Entre los años 1967 y 1989 aparece como participante en las reuniones del Comité Central del Partido Comunista de Eslovaquia, rama regional del Partido Comunista de Checoslovaquia (KSČ).
Durante mucho tiempo ocupó un puesto en el máximo órgano legislativo. En las elecciones de 1971 fue elegido miembro de la parte eslovaca de la Cámara de las Naciones (distrito electoral nº 79, Ružinov-sever, Bratislava). Defendió su mandato en las elecciones de 1976 (distrito de Vinohrady), en las elecciones de 1981 (distrito de Podunajská Biskupice-Trnávka) y en las elecciones de 1986 (distrito de Karlova Ves). En 1989 fue brevemente presidente de la Cámara de las Naciones. Permaneció como miembro de la Asamblea Federal hasta el final del período electoral, es decir, hasta las elecciones libres de 1990, por lo que no se vio afectado por el proceso de cooptación en la Asamblea Federal después de la Revolución de Terciopelo.
Fue presidente de la Cámara de las Naciones. El 12 de diciembre de 1989, Anton Blažej propuso, en nombre de los diputados del KSČ, que el nuevo presidente de Checoslovaquia fuera elegido no por el parlamento, sino por elección directa. El Partido Comunista de Checoslovaquia se basó que en tal caso Václav Havel tendría menos posibilidades de convertirse en jefe de Estado que Alexander Dubček o Ladislav Adamec. Sin embargo, la propuesta no fue apoyada por el Foro Cívico y el presidente fue elegido indirectamente.